# سفارة إسبانيا في اليابان
سفارة إسبانيا في اليابان هي أرفع تمثيل دبلوماسي لدولة إسبانيا لدى اليابان. تقع السفارة في ميناتو وهي تهدف لتعزيز المصالح الإسبانية في اليابان.

## وصلات خارجية
- قائمة سفارات إسبانيا
- قائمة السفارات في اليابان